# 弗朗索瓦
弗朗索瓦（法語：François，法語：[fʁɑ̃swa]）可以指：
- 弗朗索瓦一世 (法兰西)
- 弗朗索瓦二世 (法兰西)
- 弗朗索瓦·密特朗
- 弗朗索瓦-亨利·皮諾
- 弗朗索瓦-格扎维埃·罗特
- 弗朗索瓦·鄭德
- 弗朗索瓦·萨加（英语：François Sagat）
- 法蘭索瓦·杜魯福
- 弗朗索瓦·维达尔
- 弗朗索瓦·科尔比耶
- 弗朗索瓦·杜瓦利埃，海地总统

……
|  | 本页或本分段罗列了有着姓氏和名字的人物，如果是一个内链将您引导到本页，您可能愿意通过点击对应的链接到达想要的条目。 |